# Бонърс Фери
Бонърс Фери (на английски: Bonners Ferry) е град в окръг Баундари, щата Айдахо, САЩ. Бонърс Фери е с население от 2515 жители (2000) и обща площ от 5,8 km². Намира се на 578 m надморска височина. ЗИП кодът му е 83805, а телефонният му код е 208.